# Brojevni pravac
Brojevni pravac je pravac na kojem je svakomu realnom broju (realni brojevi obuhvaćaju i racionalne i iracionalne broje) pridružena jedna jedina točka. Brojevni pravac služi za predočivanje brojeva i grafičko računanje njima. Na pravcu se najprije odabere točka O (lat. origo: ishodište), koja predočuje nulu, a zatim jedinična točka 1. Dužina od O do 1 predočuje jediničnu duljinu. Točkama na desnoj strani od O odgovaraju pozitivni realni brojevi, a na lijevoj strani negativni. Bilo kojemu realnom broju x odgovara točka x, tako da je dužina Ox (mjerena jediničnom duljinom) jednaka x jediničnih duljina. Između bilo koja dva realna broja postoji beskonačno mnogo racionalnih brojeva i iracionalnih brojeva.

## Koordinatni sustavi
Koordinatni sustav je sustav koji omogućuje da se točke na krivulji, pravcu, plohi, u ravnini ili prostoru opišu s pomoću brojeva, takozvanim koordinatama. U matematici i drugim područjima postoji više različitih koordinatnih sustava:
- brojevni pravac,
- Kartezijev ili pravokutni koordinatni sustav,
- polarni koordinatni sustav,
- cilindrični koordinatni sustav,
- sferni koordinatni sustav,
- zemljopisne koordinate,
- nebeski koordinatni sustavi.

Određivanje položaja s pomoću koordinata bilo je poznato već staroegipatskim graditeljima i babilonskim astronomima. Kartezijev koordinatni sustav uveo je René Descartes (latinizirano Renatus Cartesius). Descartesovo otkriće omogućilo je da se mnoga geometrijska tijela sustavno proučavaju znatno jačim metodama analitičke geometrije, algebre i analize; tako se na primjer krivulje proučavaju s pomoću jednadžbi koje zadovoljavaju koordinate njihovih točaka. Još je značajnije to što je u novije doba veza geometrije, algebre i analize omogućila da geometrijski zor, a time i mnogo plodnija intuicija, budu iskorišteni u rješavanju problema algebre i analize. Zato je Kartezijev koordinatni sustav temelj razvoja i uspjeha moderne linearne algebre (vektorski prostor), a zatim i mnogih njezinih nadgradnja (funkcionalne analize, diferencijalne geometrije, algebarske geometrije).